# Домбрувка (Ґостинський повіт)
Домбрувка (пол. Dąbrówka, нім. Dombrowka) — село в Польщі, у гміні Борек-Велькопольський Гостинського повіту Великопольського воєводства.
Населення — 154 особи (2011).
У 1975-1998 роках село належало до Лешненського воєводства.

## Демографія
Демографічна структура станом на 31 березня 2011 року:
|          | Загалом | Допрацездатний вік | Працездатний вік | Постпрацездатний вік |
| -------- | ------- | ------------------ | ---------------- | -------------------- |
| Чоловіки | 73      | 10                 | 54               | 9                    |
| Жінки    | 81      | 17                 | 42               | 22                   |
| Разом    | 154     | 27                 | 96               | 31                   |